# Prioniturus mindorensis
Prioniturus mindorensis là một loài vẹt trong họ Psittacidae.